# Bulgarije op het Eurovisiesongfestival 2011

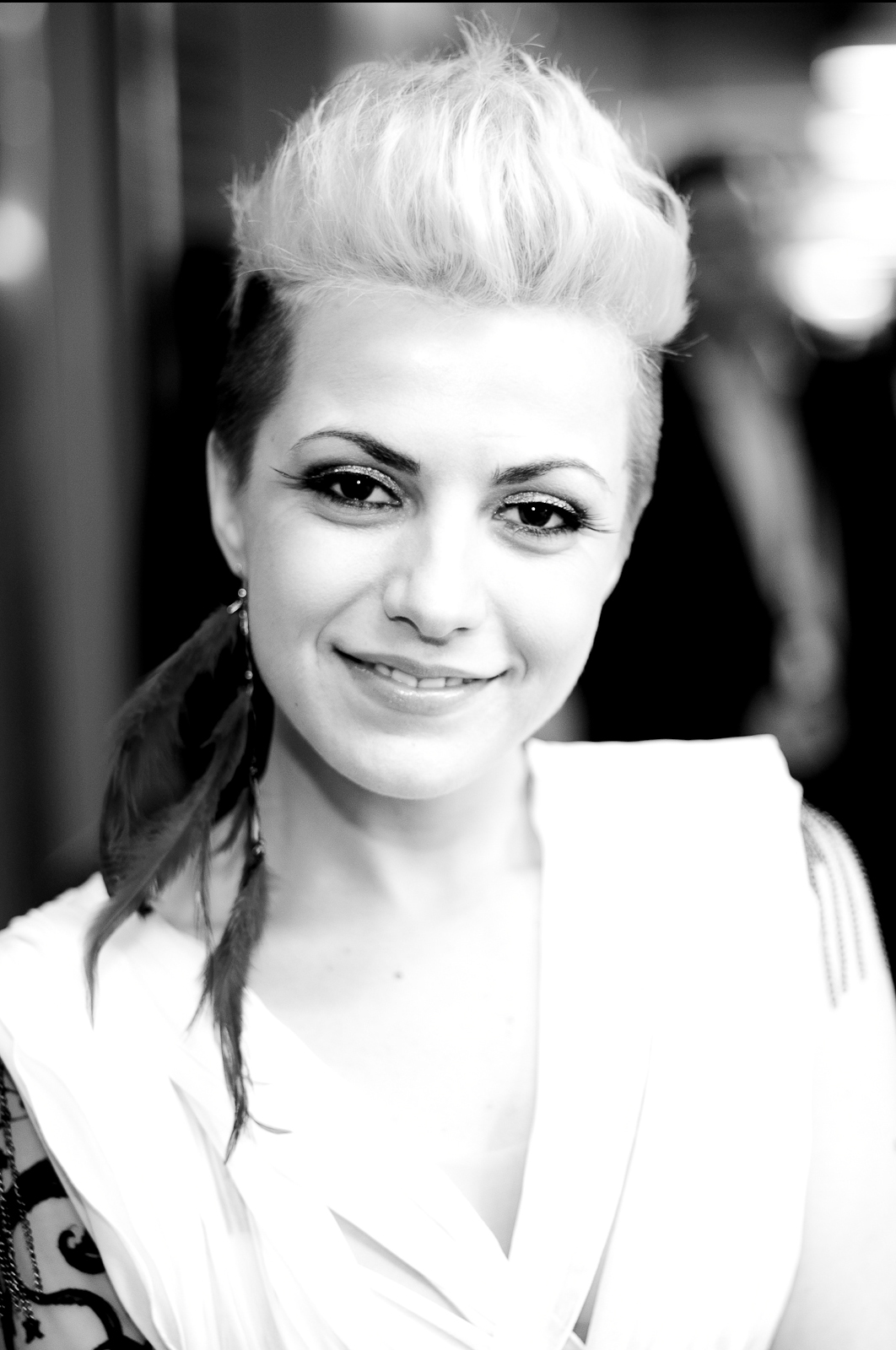
Poli Genova voor haar deelname aan de tweede halve finale van het Eurovisiesongfestival 2011.

Bulgarije nam deel aan het Eurovisiesongfestival 2011 in Düsseldorf, Duitsland. Het was de 7de deelname van het land op het Eurovisiesongfestival. BNT was verantwoordelijk voor de Bulgaarse bijdrage voor de editie van 2011.

## Selectieprocedure
Pas op 3 december 2010 meldde de Bulgaarse nationale omroep te zullen deelnemen aan het komende Eurovisiesongfestival. BNT ontkende te laat te zijn met haar inschrijving, daar ze op 26 november haar deelname had bevestigd aan de EBU, de laatste dag die openstond voor inschrijvingen.
In januari 2011 maakte de Bulgaarse openbare omroep de details bekend van de selectieprocedure. Er werd een nationale finale georganiseerd op woensdag 23 februari. Een vakjury bestaande uit 31 personen uit de muziekindustrie gaf punten, het publiek kon niet stemmen. De artiesten moesten de Bulgaarse nationaliteit bezitten, evenals de componisten en auteurs van het lied. In de finale maakten negentien artiesten hun opwachting. Hier kreeg de vakjury 50% van de stemmen, evenals het publiek via televoting. Uiteindelijk ging de zegepalm naar Poli Genova met Na inat.

## Nationale finale
23 februari 2011
| Plaats | Artiest                 | Lied               |
| ------ | ----------------------- | ------------------ |
| 1      | Poli Genova             | Na inat            |
| 2      | Milena Slavova          | Fire in my hair    |
| 3      | Mona                    | Teen life          |
| 4      | Lazar Kisiov            | Zamestitel         |
| 5      | Jakob                   | Wicked way of love |
| 6      | D2                      | Glorious twist     |
| 7      | 032                     | On air             |
| 8      | 5-te Sezona             | Take my hand       |
| 9      | Elmira Kostova          | Mome hubava        |
| 10     | Boyan Mihajlov          | Nestinari          |
| 11     | Rut Koleva              | Fever              |
| 12     | Jerihon                 | Smile              |
| 13     | Vlado Dimov             | Sjanka             |
| 14     | Plamena Petrova         | Bez teb            |
| 15     | Simona Sivanio & Sprint | The new earth      |
| 16     | Cvetelina Chendova      | Luxury hotel       |
| 17     | Stanny Brown feat. Naso | I know             |
| 18     | Wickeda                 | Blue cotton Levi's |
| 19     | Emilia Valenti          | Onozhdash me       |

## In Düsseldorf
In Düsseldorf trad Bulgarije aan in de tweede halve finale, op donderdag 12 mei. Bulgarije was het tiende van negentien landen dat zijn opwachting maakte, na Cyprus en voor Macedonië. Bulgarije kreeg punten van Cyprus (10), Italië (10), Moldavië (5), Duitsland (4), Letland (4), Slovenië (4), Frankrijk (3), Oostenrijk (2), Nederland (2), België (1), Ierland (1), Macedonië (1) en Zweden (1). Deze 48 punten en een twaalfde plaats waren niet genoeg voor een deelname aan de grote finale van zaterdag.